# Adelges segregis
Adelges segregis är en insektsart. Adelges segregis ingår i släktet Adelges och familjen barrlöss. Inga underarter finns listade i Catalogue of Life.